# Bupleurum bolivaris
Bupleurum bolivaris är en flockblommig växtart som beskrevs av fader Sennen och hermano Mauricio. Bupleurum bolivaris ingår i släktet harörter, och familjen flockblommiga växter. Inga underarter finns listade i Catalogue of Life.